# Kehf Nsour
Kehf Nsour (en arabe : كهف النسور) est une ville du Maroc. Elle est située dans la région de Béni Mellal-Khénifra.